# Catasetum viridiflavum
Catasetum viridiflavum (tên tiếng Anh là Green-yellow Catasetum) là một loài phong lan.
- Tư liệu liên quan tới Catasetum viridiflavum tại Wikimedia Commons